# Hollywood (musikalbum)
Hollywood är ett musikalbum av Pugh Rogefeldt. Albumet spelades in under 1971 och släpptes tidigt 1972 på skivbolaget Metronome. Det låg på Kvällstoppen i åtta veckor med #13 som bästa placering. Den låt som är mest välkänd från albumet är nog den inledande "Jag är en liten pojk". I vinylutgåvorna medföljde ett separat häfte med bilder och låttexter.
På albumet medverkar förutom Rogefeldt även bland andra Kenny Håkansson, Göran Lagerberg, Kisa Magnusson, Johnny Mowinckel.

## Låtlista
1. "Jag är en liten pojk" - 4:33
2. "Jag har en guldgruva" - 3:19
3. "Till gröna ängar" - 3:12
4. "Visan om Bo" - 3:32
5. "Nationalsång" - 5:18
6. "Jag är himmel" - 4:17
7. "Hollywood" - 4:30
8. "Sanningen" - 2:23
9. "Home, Home" - 3:36
10. "En stilla havsvals" - 3:22
11. "Klosettvisa" - 3:43